# Complesso Autoscarrabile "APS 95"
Il Complesso Autoscarrabile "APS 95" appartiene alla famiglia dei veicoli tattici ad uso logistico e speciale, su telaio Astra SM 84.45 o Astra SM88.42 8X8, che è il più grande tra la famiglia degli ACTL (AutoCarro Tattico Logistico) ed è un autocarro militare per il trasporto dei materiali sviluppato da Iveco e Astra per soddisfare le esigenze moderne delle Forze armate italiane, nonché del Corpo militare volontario della Croce Rossa Italiana che hanno in dotazione il veicolo. È presente dal 2002 nella sua versione 4x4 e dal 2000 nella sua versione 8x8 per il trasporto di container. La versione 4x4 è anche aviotrasportabile.

## Sviluppo
All'inizio degli anni ottanta con l'adozione da parte occidentale di nuovi sistemi d'arma dotati di notevoli capacità di movimento e contemporaneamente grande celerità di tiro, costrinse gli addetti alla logistica a rivedere completamente le modalità di rifornimento delle linee avanzate, poiché l'adozione dei nuovi sistemi aveva aumentato notevolmente il fabbisogno di munizioni da trasportarsi lungo un fronte previsto in continua ridefinizione. Alcuni eserciti, per primi il British Army e l'US Army, si rivolsero verso le soluzioni adottate dal mercato civile per il trasporto veloce delle merci, basate sull'utilizzo dei containers tramite veicoli civili, adottando un sistema basato sulla rivisitazione dell'uso dei containers con un adattamento spinto ai fabbisogni militari; il sistema si basava sulla capacità del veicolo trasportatore di provvedere autonomamente alle operazioni di carico e scarico del materiale trasportato indipendentemente dalla situazione del terreno sul quale veniva ad operare e oltre a ciò, al fine di evitare perdite di tempo nella movimentazione di piccoli contenitori, il materiale doveva sempre viaggiare su contenitori standard di grosse dimensioni. In pratica il veicolo provvedeva a scaricare un container che poi poteva essere immediatamente caricato da un altro veicolo dotato dei medesimi apparati, le operazioni venivano condotte dallo stesso equipaggio del veicolo così da evitare completamente l'impiego di mezzi e personale esterni: tali sistemi presero il nome di "autoscarrabili".
Le caratteristiche che un sistema autoscarrabile militare deve avere sono riassunte nei seguenti punti:
- facilità e sicurezza della manovra di movimentazione del carico;
- semplicità nell'installazione del sistema sul telaio al fine di non compromettere le prestazioni del veicolo;
- semplicità di manutenzione;
- possibilità di integrazione con i sistemi di trasporto civili.

I sistemi autoscarrabili sono costituiti sostanzialmente da tre componenti:
- il veicolo: scelto tra le nuove gamme ad 8 o più assali per garantire la possibilità di trasportare un carico utile di 20 tonnellate (container + sistema di movimentazione);
- il container (od il pianale) scarrabile, solitamente di dimensioni standardizzate ISO 1C (container da 20x8 piedi ovvero 6,10x2,40 metri) con portata variabile tra le 14 e le 16 tonnellate; per il pianale è stato invece stabilito un criterio di standardizzazione NATO che lo renda interscambiabile tra i veicoli appartenenti a forze armate di paesi diversi;
- il sistema di movimentazione del pianale, normalmente costituito da un braccio a funzionamento idraulico che dà la capacità al sistema di operare anche su terreni fortemente accidentati.

I sistemi autoscarrabili non si limitano unicamente al movimento di container ma possono essere utilizzati per il trasporto di un genere variabilissimo di sistemi installati su moduli standard.
Seguendo questi nuovi orientamenti logistici e dovendo rispondere alle nuove esigenze causata e dai ripetuti impieghi fuori area dove è impensabile ricostruire la rete di depositi presenti in Patria, anche l'Esercito Italiano si è dotato di questi sistemi ottenuti dalla combinazione dei nuovi veicoli a quattro assi della Ditta ASTRA di Piacenza ed il dispositivo inglese MULTILIFT Mk. IV realizzato dalla Ditta CARGOTEC e costruito su licenza in Italia dalla Ditta ISOLI. Il complesso è stato immesso in servizio con la sigla APS-95 ed ha già dato prova delle sue capacità durante tutte le operazioni condotte fuori area dall'Esercito sin dalle prime operazioni in Bosnia in appoggio al contingente ITALFOR. Complessivamente l'EI ha intenzione di acquisire entro il 2010 almeno 2.200 esemplari di questo interessante complesso che è stato adottato anche dall'Esercito Irlandese.

## Caratteristiche
L'Esercito Italiano seguendo questi nuovi orientamenti logistici e dovendo rispondere alle nuove esigenze causata dai ripetuti impieghi fuori area dove è impensabile ricostruire la rete di depositi presenti in Patria, si è dotato di questi sistemi ottenuti dalla combinazione dei nuovi veicoli a quattro assi della Astra/Iveco di Piacenza e del dispositivo Isoli Multilift Mk.IV costruito dalla Isoli S.p.a. su licenza della Cargotec Ltd – Multilift. Il complesso, che consente il carico e lo scarico con un solo operatore ed è stato adottato anche dall'Esercito irlandese, è stato immesso in servizio nell'Esercito Italiano con la sigla APS-95 ed ha dato prova delle sue capacità durante tutte le operazioni condotte fuori area dall'Esercito Italiano sin dalle prime operazioni in Bosnia in appoggio al contingente ITALFOR.
Il complesso APS-95 è stato acquisito dall'Esercito Italiano in due differenti versioni. La prima entrata in servizio era basata sul trattore ASTRA BM 84.45, in seguito è stata acquistata anche quella che utilizza un veicolo ASTRA BM 88.42 a trazione integrale per impieghi tattici denominato ACTL  (AutoCarro Tattico Logistico). La principale differenza dal punto di vista meccanico è che il trattore ASTRA BM 84.45 è a quattro ruote motrici con trazione sui due assi posteriori, mentre il trattore ASTRA BM 88.42 è dotato di trazione integrale; la differenza esterna che permette di identificare le due versioni è la struttura del tandem posteriore che nel caso del veicolo BM 84.45 è composto da gruppi di ruote gemellate con i cerchi delle ruote sprovvisti del dispositivo per il controllo della pressione degli pneumatici.
Come su molti veicoli militari è presente su di un lato del telaio la presa elettrica standard per la connessione rapida tra due veicoli. Essa permette di prelevare la corrente elettrica necessaria ad avviare un mezzo in avaria direttamente dall'impianto di un mezzo funzionante utilizzando un solo cavo. Subito sopra ad essa il pulsante d'avviamento da terra del veicolo.
L'equipaggio è di quattro uomini.
Gli APS-95 sono stati tra i primi veicoli dell'Esercito Italiano a ricevere la nuova mimetica a tre toni che un po' alla volta sostituirà totalmente la classica livrea verde-oliva che l'Esercito manteneva fin dal dopoguerra. Tale mimetica viene applicata seguendo le normative NATO previste dalla STANAG 4422 (STAndard Nomenclature Agreement) ed è prevista l'adozione di mimetismi per terreni innevati e per terreni desertici (utilizzati per la prima volta durante la missione in Afghanistan) nonché l'impiego di vernici asportabili per l'utilizzo di breve periodo.

### Sistema MULTILIFT Mk. IV
Il sistema MULTILIFT Mk. IV, studiato specificatamente per gli impieghi militari, e caratterizzato da un comando sequenziale controllato mediante un joystick da un solo operatore, è dotato di un sistema di autoposizionamente rispetto al carico per l'aggancio automatico del pianale in fase di carico; la capacità nominale di sollevamento è di 20 tonnellate.
Il sistema MULTILIFT Mk. IV può essere integrato con dispositivo CHU (Container Handling Unit) composto da un telaio ad H che permette le operazioni dirette di carico/scarico di un container standard da 20 piedi senza l'utilizzo del pianale sottostante ed è completato da due rulliere posteriori dotate di zampe d'appoggio che incorporano anche i rulli necessari per il movimento dei normali pianali; tali rulliere, incorporate nella barra posteriore, sono state installate su tutti gli APS-95 dell'Esercito Italiano.
La centralina di comando del sistema MULTILIFT Mk. IV è sistemata in cabina alla destra del conducente il quale è anche in possesso della speciale abilitazione alla manovra del complesso scarrabile; inoltre è presente un sistema di comando a distanza che permette all'operatore di effettuare l'intera sequenza di manovra da terra.

### Meccanica
L'autocarro è dotato di motore diesel FIAT 8210.42L sei cilindri a V a 90°, con iniezione diretta e dotato di turbocompressore e intercooler. La cilindrata totale di 13.798 cm³ eroga una Potenza massima di 309 Kw a 1.900 giri/min con una coppia massima di 1.900 Nm a 1.100 giri/min, raffreddamento a liquido e convertitore di coppia idrodinamico ZF WSK 400-90 con rallentatore incorporato.
La trasmissione di tipo meccanica è costituita da frizione monodisco a secco, con cambio manuale a sedici rapporti avanti + due retromarce modello ZF 16 S221, ripartitore meccanico del moto Iveco a due velocità (1:1 e 1:1,6) e rapporto di riduzione finale agli assi di 1:5,47.
Il sistema frenante è costituito da freno di servizio pneumoidraulico a pedale agente su tutte le ruote a tre circuiti indipendenti (1°+2° asse, 3°+4° asse e rimorchio) e freno di soccorso conglobato con il freno di servizio; il freno di stazionamento è meccanico a mano del tipo a molla, agente sulla pinza del freno con comando agente sul 3° e 4° asse. Il sistema è dotato di rallentatore idraulico con comando indipendente, dispositivo di anticipazione della frenata per il rimorchio e dispositivo antibloccaggio ABS.
Lo sterzo dotato di idroguida ZF 8099, agisce sulle ruote degli assali anteriori ed è dotato di due pompe idrauliche principali e di pompa d'emergenza sulla trasmissione per mantenere la servoassistenza anche con motore in avaria.
Le sospensioni sugli assi anteriori sono a molle integrate da ammortizzatori idraulici e barra stabilizzatrice, mentre per gli assi posteriori è a molle basculante su perno centrale integrate da sei barre di reazione longitudinali.
Gli pneumatici di misura 14.00 R20 dotati di impianti centralizzato di controllo della pressione e di dispositivo "Run-flat" per la marcia anche a pneumatico sgonfio.
L'impianto elettrico è a 24 V con due batterie in serie da 150 Ah oppure quattro batterie in serie-parallelo da 110 Ah e alternatore da 24V-35A. L'impianto è dotato di dispositivo per la soppressione delle interferenze radio.